# Emerson Electric
Emerson Electric Co. er et amerikansk multinationalt selskab med hovedkvarter i Ferguson, Missouri. Selskabet er på Fortune 500, og det producerer og tilbyder ingeniør-service til industri, kommerciel og forbrugermarkeder.
Emerson har omkring 83.500 ansatte i hele verden og 200 produktionssteder. I Danmark har selskabet en afdeling i Næstved, der er en del af deres marinedivision, med omkring 120 medarbejdere.
Selskabets har en lang række datterselskaber

## Datterselskaber
- Advanced Protection Technologies
- AMS Suite
- American Governor Company
- Aperture
- APM Automation Solutions
- Alco Controls
- Appleton Group (tidligere EGS Electrical Group)
- Artesyn (udskilt i 2014)
- ASCO International (solgt til Schneider Electric i 2017)
- ASCO Numatics
- Astec (spun off on Jan 2014)
- Aventics
- Avocent
- Avtron Loadbank
- Bettis
- Branson
- Bristol Babcock
- Cascade Technologies Ltd
- Chloride Group
- Chromalox (solgt til JPMorgan Partners i 2003)[10]
- Closet Maid (solgt til Griffon Corp i slutningen af 2017)
- Control Products
- Control Techniques (solgt til Nidec i begyndelsen af 2017)
- Cooper-Atkins
- Copeland
- CSI Technologies
- Daniel Industries Inc.
- DeltaV
- Dixell
- Electronic Navigation Industries
- Enardo LLC
- Energy Systems
- Firetrol
- Fisher Regulators
- Fisher Valves & Instruments
- Fusite
- GeoFields
- Greenlee Tools
- Groveley Detection Ltd
- InSinkErator
- Intelligent Store
- Islatrol
- Knurr (a business of Vertiv now)
- Leroy-Somer (solgt til Nidec i begyndelsen af 2017)
- Liebert (a business of Vertiv now)
- METCO
- Metro (InterMetro Industries)
- Micro Motion
- Mimic
- Mobrey
- Open Systems International[11]
- Ovation
- Paine Electronics
- Paradigm
- Pentair Valves & Controls
- Permasense
- PlantWeb
- Power Transmission Solutions
- Progea Group
- ProSys, Inc.[12]
- ProTeam
- Pryne & Co., Inc.[13]
- Ridgid (Ridge Tool Company)
- Rosemount
- Rosemount Analytical
- Roxar
- Saab Marine Electronics
- Spence and Nicholson
- SSB Wind Systems (solgt til Nidec i begyndelsen af 2017)
- Surge Protection
- Syncade
- TopWorx
- Tescom
- Therm-O-Disc
- Vilter
- White-Rodgers
- WORKSHOP